# Schesaplana
Schesaplana (2965 m n. m.) je nejvyšší hora pohoří Rätikon na rakousko-švýcarské státní hranici, patřící k východním Alpám. Rakouská část leží na území spolkové země Vorarlbersko, švýcarská na území kantonu Graubünden. Hora se nachází asi 6 km jihojihozápadně od obce Brand a 14 km jihozápadně od města Bludenz. Na severozápadních svazích se rozkládá ledovec Brandner Gletscher. Na východním úpatí leží Lünersee, jedno z největších horských jezer ve Vorarlbersku s rozlohou 1,6 km2 (když je plné). S hloubkou přibližně 139 metrů (při plném stavu vody) je také nejhlubším horským jezerem v této spolkové zemi. 
Jako první stanuli na vrcholu 24. srpna 1610 Christa Barball, Claus Manall a David Pappus. Na vrchol lze vystoupit po značených turistických cestách, například od chaty Totalphütte (2381 m n. m.) nebo od chaty Schesaplanahütte (1908 m n. m.).